# تشاك روزنبرغ
تشاك روزنبرغ (بالإنجليزية: Chuck Rosenberg) هو محامي أمريكي، ولد في 10 سبتمبر 1960 في بروكلين في الولايات المتحدة.